# SummerSlam (1998)
SummerSlam (1998) — щорічне pay-per-view шоу «SummerSlam», що проводиться федерацією реслінгу WWE. Шоу відбулося 30 серпня 1998 року в Медісон-сквер-гарден(англ. Madison Square Garden) у Нью-Йорку (США). Це було 11 шоу в історії «SummerSlam». Під час шоу відбулося 8 матчів та ще три перед показом.